# Richard G. Davis
Richard G. Davis,  en amerikansk astronom.
Minor Planet Center listar honom som R. G. Davis och som upptäckare av 4 asteroider.

## Asteroider upptäckta av Richard G. Davis
| 8722 Schirra    | 19 augusti 1996  |
| 25242 1998 UH15 | 20 oktober 1998  |
| 31059 1996 TQ5  | 1 oktober 1996   |
| 47070 1998 XF77 | 15 december 1998 |